# Petuhivka, Burîn
Petuhivka (în ucraineană Петухівка) este un sat în comuna Oleksandrivka din raionul Burîn, regiunea Sumî, Ucraina.

## Demografie
Componența lingvistică a localității Petuhivka
     Ucraineană (100%)
Conform recensământului din 2001, toată populația localității Petuhivka era vorbitoare de ucraineană (100%).